# جوجه‌اردک زشت
جوجه‌اردک زشت (به دانمارکی: Den grimme ælling؛ به انگلیسی: The Ugly Duckling) یک افسانه ادبی از شاعر و نویسنده دانمارکی هانس کریستیان آندرسن است، که اولین بار در ۱۱ نوامبر ۱۸۴۳ منتشر شد.
جوجه اردک زشت کاملاً برخاسته از ذهن اندرسن بوده و وابستگی‌ای به هیچ داستان عامیانه قدیمی ندارد، نخستین بار در ۱۱ نوامبر ۱۸۴۳ به همراه سه داستان دیگر از اندرسن در کپنهاگ دانمارک انتشار یافت و تحسین منتقدان را برانگیخت. همچنین اقتباس‌هایی در قالب اپرا، موزیکال، و فیلم‌های پویانمایی از این داستان صورت گرفته‌است.
دکتر کلاریسا پینکو لا استس در کتاب زنانی که با گرگ‌ها دویده‌اند در تحلیل این قصه می‌گوید: جوجه اردک قصه، نماد طبیعت وحش است که هرگاه در وضعیت اجباری محدود و محروم قرار می‌گیرد، به‌طور غریزی برای بقای خود تلاش می‌کند. طبیعت وحش به‌طور غریزی مقاومت می‌کند و تاب می‌آورد، گاهی با ظرافت تمام و گاهی بی ظرافت تمام اما به هر حال تاب می‌آورد.

## داستان
پس از بیرون آمدن تخم‌های اردک مادر، یکی از جوجه اردک‌ها توسط سایر حیوانات به عنوان موجودی کوچک زشت تلقی می‌شود و مورد آزار و اذیت کلامی و فیزیکی زیادی قرار می‌گیرد. او از انباری سرگردان می‌شود و با اردک‌های وحشی و غازها زندگی می‌کند تا زمانی که شکارچیان گله‌ها را سلاخی می‌کنند. او خانه‌ای با پیرزنی پیدا می‌کند، اما گربه و مرغ او بی رحمانه او را مسخره و طعنه می‌کنند و یک بار دیگر تنها به راه می‌افتد.
جوجه اردک گله ای از قوهای وحشی مهاجر را می‌بیند. او خوشحال و هیجان زده‌است، اما نمی‌تواند به آنها بپیوندد، زیرا او بسیار جوان، زشت و ناتوان است. وقتی زمستان فرا می‌رسد، یک کشاورز جوجه اردک یخ زده را پیدا می‌کند و به خانه می‌برد، اما از بچه‌های پر سر و صدا کشاورز می‌ترسد و از خانه فرار می‌کند. جوجه اردک زمستان بدی را به تنهایی در فضای باز سپری می‌کند و بیشتر در غاری در دریاچه پنهان می‌شود که تا حدی یخ می‌زند.
جوجه اردک که اکنون کاملاً رشد کرده و بالغ شده‌است، دیگر نمی‌تواند یک زندگی پر از تنهایی و سختی را تحمل کند. او تصمیم می‌گیرد خود را به سوی دسته ای از قوها بیندازد و احساس می‌کند که بهتر است به دست چنین پرندگان زیبایی کشته شود تا زشتی زندگی کند. وقتی قوها از او استقبال می‌کنند و او را می‌پذیرند، شوکه می‌شود، اما با نگاه کردن به انعکاس او در آب متوجه می‌شود که در تمام این مدت نه یک جوجه اردک، بلکه یک قو بوده‌است. گله به هوا می‌رود، و او بال‌هایش را باز می‌کند تا با بقیه خانواده جدیدش پرواز کند.

## تاریخ تألیف و انتشار
آندرسن برای اولین بار در سال ۱۸۴۲ در حالی که از زیبایی‌های طبیعت در طول اقامت خود در املاک برجنتود لذت می‌برد، این داستان را درک کرد و یک سال توجه را به آن جلب کرد. او ابتدا «قوهای جوان» را عنوان داستان در نظر گرفت، اما چون نمی‌خواست عنصر شگفت‌انگیز را در تغییر شکل قهرمان داستان از بین ببرد، آن را برای «جوجه اردک زشت» کنار گذاشت. او بعداً اعتراف کرد که این داستان «بازتابی از زندگی من» است و وقتی منتقد گئورگ براندس از اندرسن در مورد اینکه آیا او زندگی‌نامه خود را خواهد نوشت یا نه، این شاعر ادعا کرد که قبلاً نوشته شده‌است، «جوجه اردک زشت».
«جوجه اردک زشت» اولین بار در کپنهاگ، دانمارک در ۱۱ نوامبر ۱۸۴۳ در New Fairy Tales منتشر شد. جلد اول. اولین مجموعه (Nye Eventyr. Første Bind. Første Samling). برای اولین بار عبارت «برای بچه‌ها گفته شد» بخشی از عنوان نبود - حذفی که محقق اندرسن، جکی ولشلاگر معتقد است اعتماد جدیدی را از جانب اندرسن به نمایش گذاشت: «این [قصه‌ها] بالغ‌ترین و کامل‌ترین داستان‌هایی بودند که او نوشته بود. و اگرچه برخی از آنها به یکباره مورد علاقه کودکان شده‌اند، و همچنان باقی مانده‌اند، اندرسن در اینجا کودکانه و عمیق را با هنرمندی استثنایی در هم می‌آمیزد." اولین نسخه از ۸۵۰ تا ۱۸ دسامبر فروخته شد و رایتزل برای ۸۵۰ نسخه دیگر برنامه‌ریزی کرد.
داستان چهارمین و آخرین جلد بود که شامل (به ترتیب محتوا)، «فرشته» («انگلن»)، «بلبل» («ناترگالن»)، و «دلبران؛ یا، بالا و توپ» بود. ("Kjærestefolkene [Toppen og Bolden]"). [3] جلد تقریباً فوراً فروخته شد و آندرسن در ۱۸ دسامبر ۱۸۴۳ نوشت: "کتاب مانند کیک‌های داغ فروخته می‌شود. همه روزنامه‌ها آن را ستایش می‌کنند، همه آن را می‌خوانند! هیچ کتابی از من با این پری تحسین نمی‌شود. قصه‌ها هستند!" [۴] اندرسن این داستان را با خواندن آن با صدای بلند در اجتماعات اجتماعی ترویج کرد. این داستان در ۱۸ دسامبر ۱۸۴۹ در Fairy Tales بازنشر شد. 1850. (Eventyr. ۱۸۵۰. افسانه‌ها و داستان‌ها. جلد اول. 1862. (Eventyr og Historier. Første Bind. 1862.) [۵] این داستان از آن زمان به زبان‌های مختلف ترجمه شده و در سراسر جهان منتشر شده‌است و به معروف‌ترین داستان آندرسن تبدیل شده‌است.

## ترجمه فارسی
نخستین ترجمهٔ فارسی این داستان را، علینقی وزیری در سال ۱۳۱۷ انجام داده‌است.